# Дейтон Кларенс Міллер
Дейтон Кларенс Міллер (англ. Dayton Clarence Miller) 13 березня 1866 — 22 лютого 1941, Клівленд) — американський фізик, акустик, один з піонерів у використанні рентгенівських променів, прихильник теорії ефіру та абсолютного простору, противник теорії відносності А. Ейнштейна.

## Біографія
Народився 13 березня 1866 р. в Стронгсвіллі (англ. Strongsville), штат Огайо, США. Батьки — Чарльз Уебстер Дьюї (англ. Charles Webster Dewey) і Вієнна Померой Міллер (англ. Vienna Pomeroy Miller). Закінчив університет Болдуїн (англ. Baldwin University) в 1886 р. Отримав ступінь доктора в Принстоні в 1890 р., і став професором математики та фізики в Кейсівській  школі прикладних наук  (англ. Case School of Engineering). У 1895–1936 рр. очолював там кафедру фізики. У 1893 році одружився з Едіт Істон (англ. Edith Easton). Помер в Клівленді, Огайо (англ. Cleveland, Ohio) 22 лютого 1941 р.

## Наукова діяльність

### В галузі рентгеноскопії
Після відкриття у 1895 р. Вільгельмом Рентгеном X-променів, Міллер побудував рентгенівський апарат з трубкою Крукса та дванадцятьма батареями на рідкому електроліті. У 1896 р. зробив повний рентгенівський знімок людського тіла по частинам. Апарат був використаний в медичних цілях, а саме, для виявлення перелому руки у пацієнта доктора Крайла, що неправильно зрослася (Crile).

### В галузі акустики
Розробив апарат phonodeik — попередник осцилографа. Працював над акустикою будівель, включаючи Severance Hall Клівленд.
Виконував та придумував сам музичні твори, орган, зробив золоту флейту, зібрав колекцію з 1500 флейт, які лишилися в Бібліотеці Конгресу США.
Консультував компанію Aeolian Co. при розробці фортепіано Вебера.

### Дослідження ефірного вітру
Міллер повторив експерименти Майкельсона спершу протягом 1902–1906 рр. Слід відзначити, що на цьому етапі точність вимірювання у нього була вища ніж у Майкельсона. Справа тут не в самих експериментальних результатах, а їх інтерпретації (Майкельсон підкреслював, що основного зсуву інтерференційних смуг практично не має, тоді, як Морлі та Міллер підкреслювали «залишок», що був присутній і в результатах Майкельсона).
Для h = 250 м. Vефір = 3 км/сек.; для h = 1860 м. Vефір = 10 км/сек.
Друга серія експериментів проводилася в 1921–1925 рр. і пізніше. Дослідна апаратура була піднята в гірську місцевість і була не закрита металевим кожухом згідно з рекомендаціями, які дав Майкельсон в роботі 1887 р.
Міллер стверджував, що на цьому обладнанні він отримав певний результат — ефірний вітер зі швидкістю близько 10 км/с з апекса в сузір'ї Дракона з координатами (255°, +68°).
В 1933 р. Д. К. Міллер опублікував велику підсумкову статтю про свої роботи, де вказав, що швидкість ефірного вітру від 10 до 11 ±0,33 км/с при ймовірній похибці визначення азимута ±2,5° та полярних координат ±0,5°.